# Вознесенський собор в Переяславі (Шевченко)
Вознесенський собор в Переяславі — малюнок Шевченка з альбому 1845 року (аркуш 5), виконаний у 1845 році. Зліва внизу чорнилом напис рукою Шевченка: Вознесенскій соборъ въ Переяслави (построенный Гетманомъ Мазепою. 17 в.). На звороті справа внизу олівцем напис: Kathedralna Cerkiéw w Perejasławie fundacyi Jana Mazepy.
Про цей собор є згадки у повісті «Близнюки»: 

«Это соборный храм прекрасной, грациозной, полурококо, полувизантийской архитектуры, воздвигнутый знаменитым анафемой, Иваном Мазепою, в 1690году».

Датується часом перебування Шевченка в Переяславі 1845 роком.